# Asplenium tagananaense
Asplenium tagananaense är en svartbräkenväxtart som beskrevs av Rumsey. Asplenium tagananaense ingår i släktet Asplenium och familjen Aspleniaceae. Inga underarter finns listade.